# Casimir Mallorquí
 (août 2016).
Si vous disposez d'ouvrages ou d'articles de référence ou si vous connaissez des sites web de qualité traitant du thème abordé ici, merci de compléter l'article en donnant les références utiles à sa vérifiabilité et en les liant à la section « Notes et références ».
Pour les articles homonymes, voir Mallorquí.
Casimir Mallorquí Tutusaus, né le 11 octobre 1894 à Valls (province de Tarragone, Espagne) et mort le 21 juin 1966 à Barcelone, est un footballeur espagnol des années 1910 et 1920 qui jouait au poste d'attaquant.

## Biographie
Casimir Mallorquí est un des joueurs les plus remarqués des années 1910 et 1920. Il commence sa carrière au FC España, club avec lequel il gagne le championnat de Catalogne en 1913. Au milieu de la saison 1913-1914, il rejoint le FC Barcelone, devenant le premier joueur du club originaire de la province de Tarragone. Avec Barcelone, il joue 19 matches officiels (4 buts) et 120 matches non officiels (39 buts). 
En 1916, il est recruté par le RCD Español, club où il obtient le plus de temps de jeu, en trois passages distincts. Il joue la saison 1917-1918 avec l'Atlètic de Sabadell, puis retourne avec l'Español de 1918 à 1921.
En 1921, il retourne au FC Barcelone jusqu'en 1923, puis il revient vers le RCD Español de 1923 à 1926, date à laquelle il met un terme à sa carrière.
Il devient ensuite arbitre jusqu'en 1940.

## Palmarès
Avec le FC España 
- Champion de Catalogne en 1913.

Avec le FC Barcelone :
- Champion de Catalogne en 1916 et 1922.